# Hylaeus telmenicus
Hylaeus telmenicus là một loài Hymenoptera trong họ Colletidae. Loài này được Dathe mô tả khoa học năm 1986.